# Wartburgallee 55

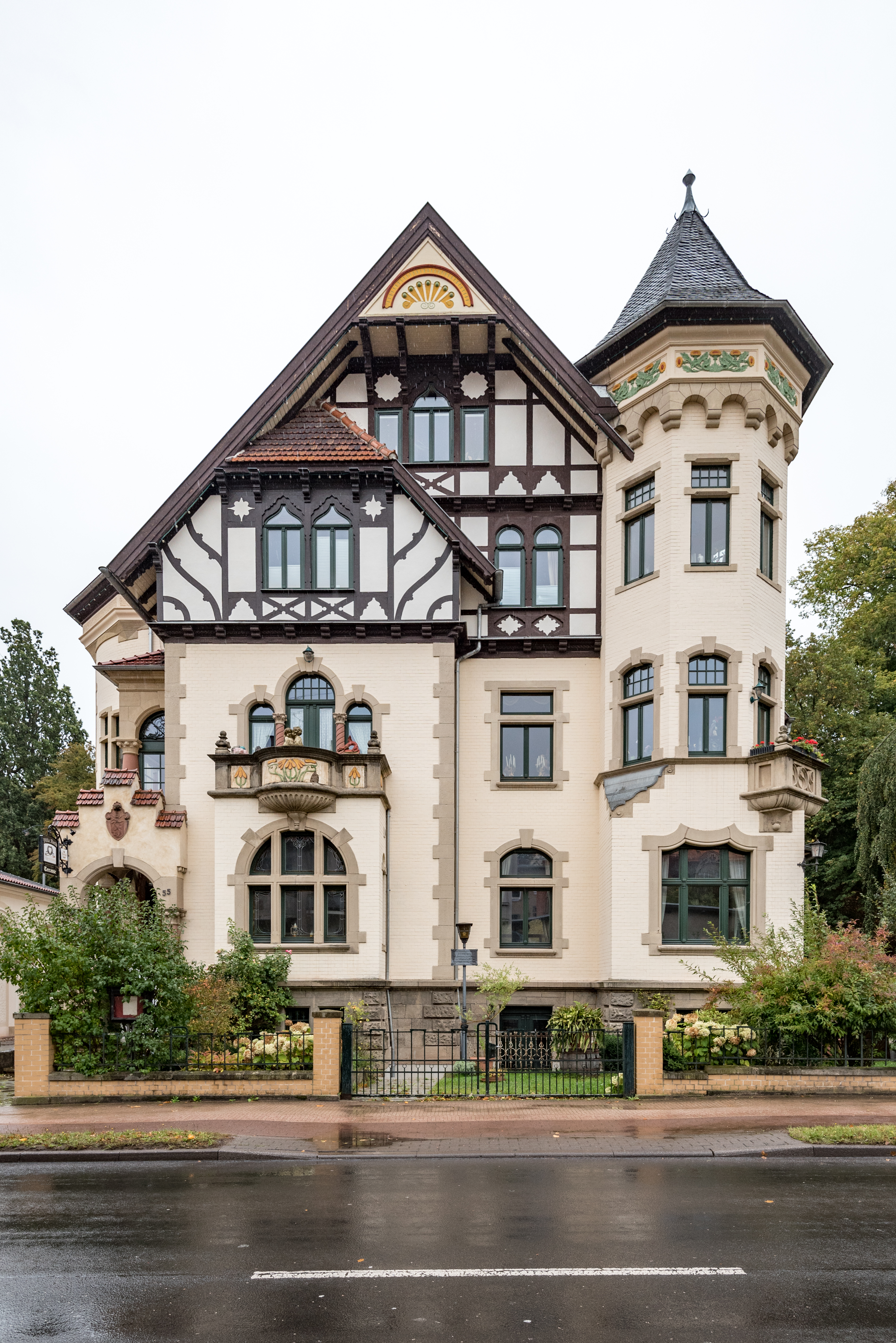
Wartburgallee 55

Das Gebäude Wartburgallee 55 ist eine Villa in der Wartburgallee im Südviertel der Stadt Eisenach im Wartburgkreis in Thüringen. Sie steht unter Denkmalschutz.

## Geschichte
Die Jugendstilvilla wurde 1900 bis 1901 im Auftrag des Eisenacher Hofkonditors Franz Schmitz errichtet.
In der DDR-Zeit wurde das Gebäude von der Stadt Eisenach ab 1956 als Pionierhaus genutzt, ab 1990 diente es vorübergehend als Schülertreff und war einige Zeit Sitz des Eisenacher Jugendamtes. Mitte der 1990er Jahre stand das sanierungsbedürftige Gebäude einige Zeit leer und war Diebstahl und Vandalismus ausgesetzt, bis es in Privatbesitz verkauft und 2005 umfassend saniert wurde. Nach Abschluss der Sanierung beherbergt das nun als Villa Antik vermarktete Gebäude vier Wohnungen und ein Restaurant.
Im Herbst 2024 stand das Gebäude zur Zwangsversteigerung.

## Quelle
- Birgit Schellbach: Zwei Kaufangebote für Villa in Eisenach. Thüringer Allgemeine/Eisenacher Allgemeine vom 9. September 2024